# Phare de Barnegat
Pour les articles homonymes, voir Barnegat.
Le phare de Barnegat, communément appelé Old Barney est un phare situé à Barnegat Light, sur la côte est du New Jersey, sur l'extrémité nord de l'île de Long Beach.

## XIXesiècle
La décision de la construction d'un phare date de juin 1834 avec le déblocage d'une somme de 6 000 dollars par le Congrès. La première construction mesurait 12 m de haut, elle se trouvait à 270 m du rivage pour éviter les effets des forts courants de la côte.
En 1855, George G. Meade, un ingénieur de l'armée est désigné pour construire un nouveau phare. Il est choisi pour ses travaux sur le phare d'Absecon. Meade finit les plans en 1855 et les travaux commencent en 1856. Du fait de l'érosion, cette nouvelle structure se trouve 30 m au sud de la première, dont le site est maintenant submergé. Pendant la construction, en juin 1857, le phare est temporairement déplacé dans une structure en bois juste à côté.
En raison des eaux agitées de la région, plusieurs jetées ont été nécessairement construites tout au long de l'histoire des deux phares.
Le phare actuel est inauguré le 1er janvier 1859. La tour mesure plus de 50 m, elle est quatre fois que grande que la première. Elle est équipée d'une lentille de Fresnel de 4 mètres. Le coût total de la construction s'élève à 40 000 dollars. Il s'agit en fait de deux cylindres concentriques. La tour conique extérieure recouvre une tour cylindrique à l'intérieur.

## XXeetXXIesiècles
Le phare est resté un phare de première classe pour la navigation jusque 1927. Le balayage lumineux avait un portée de 8 milles de la côte.
L'automatisation et le remplacement de la lentille s'est opéré avec un feu clignotant à gaz. En conséquence, la lumière de la tour a été réduite de plus de 80 %. Le clignotant à gaz a été remplacé quelques semaines plus tard avec une ampoule électrique de 250 watts, mais l'appareil à gaz peut encore être vu dans la partie supérieure de la tour.
La lumière est désactivée en janvier 1944 et donnée à l'État du New Jersey. Quatre années plus tard, la municipalité qui s'appelait Barnegat City se renomme Barnegat Light, la lampe devient la principale attraction du musée local. Les environs du phare sont déclarés parc d'État en 1957. La structure est intégrée à la liste du Registre national des lieux historiques en 1971.
En 1988, la tour est fermée et rouvre aux visiteurs en 1991. Le sommet de la tour est accessible par un escalier de 217 marches et continue d'attirer des milliers de visiteurs par an.

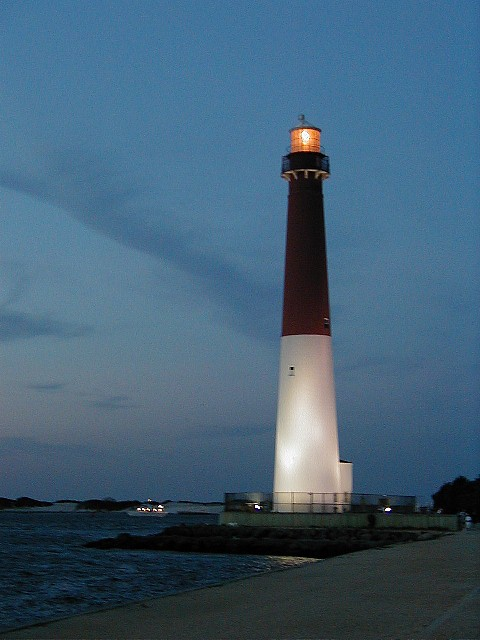
Au crépuscule

En 2008 une association locale les Friends of Barnegat Lighthouse State Park a levé des fonds pour réactiver le phare. Une somme de 35 000 dollars a été collectée. Cela a permis l'acquisition d'une lampe de type VRB-25, une lampe standard, plus petite que l'originale et employée dans une centaine de phares du pays.
Le 1er janvier 2009, à 17h. pour le 150e anniversaire de son ouverture, le phare de Barnegat active ses balises pour la première fois depuis 1944. Le signal lumineux fonctionne désormais tous les jours du crépuscule jusqu'à l'aube. Le phare est secondé par une corne de brume sur le brise-lames sud, qui garde l'entrée du détroit.

## Musées
À côté du phare, se trouve le Barnegat Lighthouse Interpretive Center, propriété de l'État, qui montre l'histoire du phare, des premiers naufrages à la lumière actuelle. Un peu plus loin, se trouve le Barnegat Light Museum, ouvert par la société historique du phare. Il abrite la lampe originale et de nombreuses images de son histoire.

## Culture

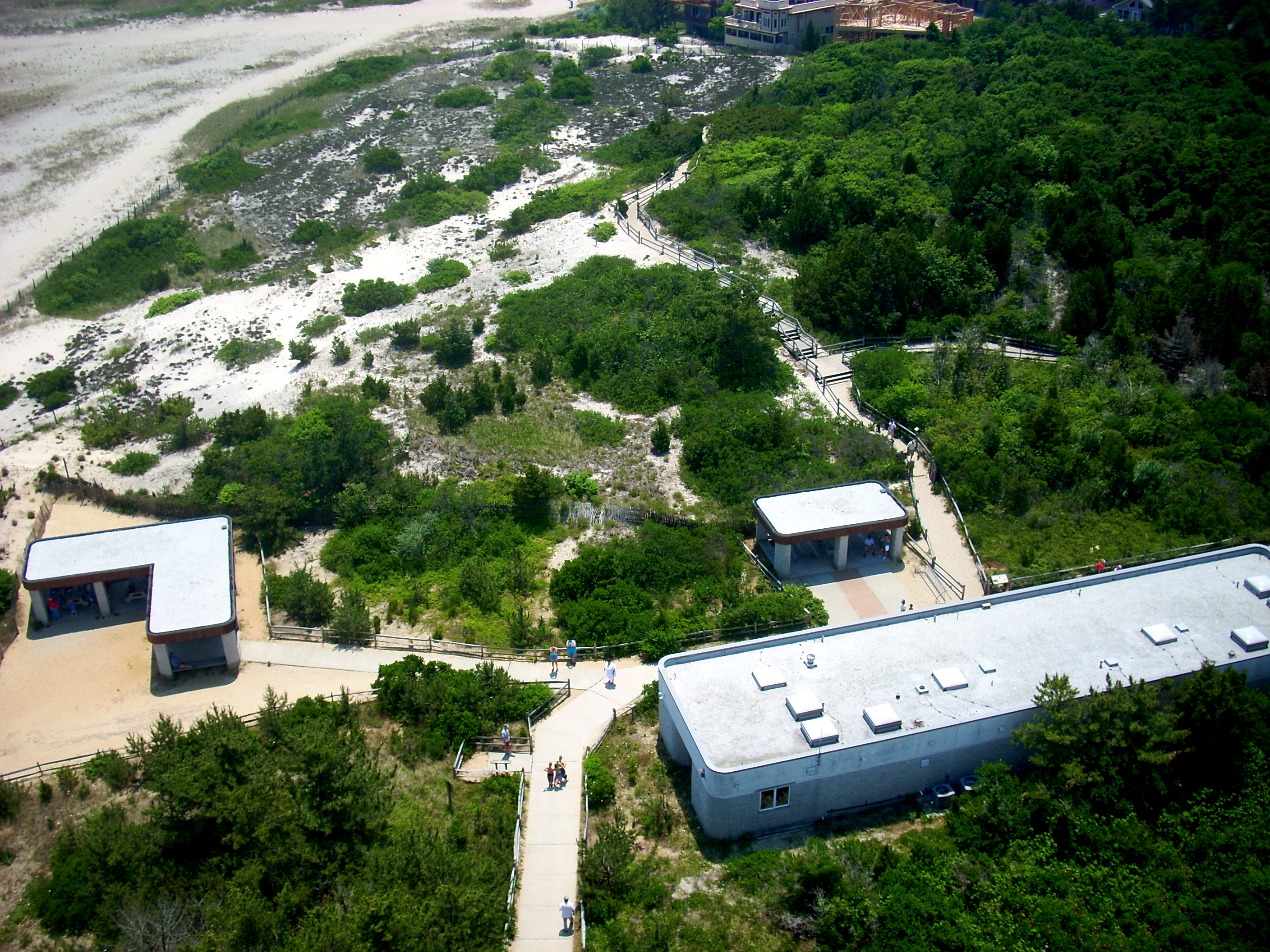
Le centre d'interprétation depuis le sommet

Le phare a donné son nom à une nouvelle de science-fiction, Situation Barnegat Light, écrite par Bradford Honigsberg.

## Source
- (en) Cet article est partiellement ou en totalité issu de l’article de Wikipédia en anglais intitulé « Barnegat Lighthouse » (voir la liste des auteurs).
- Liste des phares du New Jersey